# Органджи
Органджи (на гръцки: Κήρια или Κύρια, Кирия, до 1953 година Οργαντζή, Органдзи) е село в Гърция, част от дем Доксат на област Източна Македония и Тракия. Населението му е 1714 души (2001).

## География
Селото се намира на 150 m надморска височина в Драмското поле на 15 km източно от град Драма, в западното подножие на Ярум Кая.

## История
В XIX век Органджи е турско село в Драмската каза на Османската империя.
След Междусъюзническата война в 1913 година, селото попада в Гърция. В 1923 година по силата на Лозанския договор жителите му като мюсюлмани са изселени в Турция и на тяхно място са заселени гърци бежанци. В 1928 година Органджи е чисто бежанско село със 133 бежански семейства и 565 души бежанци. В 1953 година е прекръстено на Кирия. Църквата „Свети Димитър и Свети Георги“ е изградена от 1962 до 1968 година.
| Име          | Име            | Ново име     | Ново име      | Описание                              |
| ------------ | -------------- | ------------ | ------------- | ------------------------------------- |
| Сапалар      | Σαπαλὰρ        | Гидотопос    | Γιδότοπος     |                                       |
| Боялар       | Μπογιαλάρ      | Китринохома  | Κιτρινόχωμα   | връх в Урвил (693,6 m) ЮИ от Органджи |
| Кара орман   | Καρὰ Ορμὰν     | Ипсома Хроон | Ὕψωμα Ηρώων   | връх в Урвил (852 m) ЮИ от Органджи   |
| Бара         | Μπάρα          | Нерофагома   | Νεροφάγωμα    | местност в Урвил ЮИ от Органджи       |
| Кара орман   | Καρὰ ᾿Ορμὰν    | Вриси        | Βρύση         |                                       |
| Таушан тепе  | Ταουσὰν Τεπὲ   | Лаговуни     | Λαγοβούνι     | възвишение ЮЗ от Органджи (279 m)     |
| Доксат Керан | Δοξάτ Κερὰν    | Патома       | Πάτωμα        | местност З от Органджи                |
| Кокини гьол  | Κόκκινη Γκιόλα | Кокини Лимни | Κόκκινη Λίμνη | местност СЗ от Органджи               |
| Баши гьол    | Μπασὶ Γκιόλ    | Мегали Лимни | Μεγάλη Λίμνη  | местност С от Органджи                |

Населението се занимава с отглеждане на тютюн, жито и други земеделски култури, както и със скотовъдство.
| Година    | 1913 | 1920 | 1928 | 1940 | 1951 | 1961 | 1971 | 1981 | 1991 | 2001 | 2011 | 2021 |
| --------- | ---- | ---- | ---- | ---- | ---- | ---- | ---- | ---- | ---- | ---- | ---- | ---- |
| Население | 508  | 491  | 775  | 2589 | 1891 | 2163 | 1521 | 1640 | 2002 | 162  | 58   | 1029 |